# Student News Network
Student News Network (ou SNN) est une agence de presse officielle iranienne, connue pour publier en ligne des informations sur des sujets principalement universitaires et étudiants,. Tout le contenu de SNN est gratuit et publié sous licence Creative Commons.

## Histoire
L'agence de presse universitaire et étudiante a été fondée en 2002 par Hadi Ghasemi (qui a été PDG de SNN),,.
Le nom de SNN dans les premières années de son activité était « Student News Network » ; officialisé après avoir reçu une licence officielle d'agence de presse du ministère de la Culture et de l'Orientation islamique. SNN est parfois appelé « Student News Agency ».
En 2021, SNN a lancé la première web tv d'information, puis (en 2023), a lancé une branche internationale de SNN.

## Contenus
Outre les actualités universitaires et étudiantes, SNN produit et publie également des contenus lié à une variété élargie de sujets, notamment :
- SNN TV
- Science et technologie
- Provinces
- Politique
- Économie
- Culture
- Sociale
- Sportif
- Photo
- Multimédia
- Graphique et caricature

## Œuvres controversées
L'Agence de presse étudiante a été l'un des médias les plus actifs, et parmi les plus marginalisés du domaine de l'information en Iran. Elle a parfois suscité des critiques ou des controverses.

### Docteur Salam
Le produit le plus marginal de SNN est une série de satirique politique intitulée « Docteur Salam », traitant des affaires courantes de la société, perçue comme critiquant, de manière explicite ou non les actions ou inactions des responsables gouvernementaux ; cette série a toujours été critiquée par ces hommes politiques. SNN se heurte régulièrement à des mesures de censure et d'intervention étatique.
Chaque année, l'anniversaire du lancement de ce produit est célébré par l'Agence de presse étudiante, et des milliers de passionnés et de fans de cette série participent dans des lieux tels que le 7e stade des martyrs de Tir et/ou en d'autres lieux ; la célébration a toujours été accompagnée de diverses manifestations. Parmi elles, la fête du cinquième anniversaire du Dr Salam, qui devait avoir lieu au stade couvert d'Azadi. Après plusieurs actes de sabotages, commis par les fonctionnaires du ministère de l'Ershad, l'autorisation de la manifestation au stade Azadi a été révoquée, la manifestation s'est donc tenue au stade Imam Ali de l'université islamique Azad,,,,,.
Jusqu'à présent, plus de 180 épisodes de cette série sociopolitique satirique ont été produits, et présentés sur le site Web de l'Agence de presse étudiante. La série, qui suscite chaque année un important engouement populaire, qui se solde parfois par des épisodes controversés — en raison notamment de mesures de censure ou de sabotages administratifs — est ainsi perçue comme une forme d’expression jugée contestataire dans le paysage médiatique iranien,.

## Représentation
Chaque année, l'Agence de presse étudiante SNN participe à des salons de presse et d'agences de presse. Ainsi, SNN était présent au Salon de la presse de 2015, présence qui a suscité diverses controverses. Pour protester contre la censure et les politiques cadrant ce salon, les responsables de SNN ont fermé leur stand en l'entourant de rubans violets et en refusant d'assister au salon,.

## Personnes clés
- Ancien PDG : Hadi Ghasemi
- Rédacteur en chef : Arash Barari
- Rédacteur économique : Mohammad Najjarsadeghi
- Rédacteur international : Ali Safari
- Rédacteur culturel : Seyed Reza Mirjafari